# Bolków
Bolków (niem. Bolkenhain) – miasto w Polsce, w województwie dolnośląskim, w powiecie jaworskim, siedziba władz gminy miejsko-wiejskiej Bolków. W latach 1975–1998 miejscowość administracyjnie należała do województwa jeleniogórskiego. Bolków należy do Euroregionu Nysa.
Według danych GUS z 1 stycznia 2023 r. miasto liczyło 4652 mieszkańców (586. miejsce w kraju).

## Położenie

### Geograficzne
Bolków leży na pograniczu Gór Kaczawskich i Podgórza Bolkowskiego, czyli na pograniczu Sudetów Zachodnich i Sudetów Środkowych. Położone jest nad Nysą Szaloną (prawym dopływem Kaczawy) w odległości około 6 km od jej źródła pod Kaczorowem. Równocześnie zajmuje dolinę Nysy Szalonej i jej dopływu – Rochowickiej Wody oraz niższe partie okolicznych wzgórz, przede wszystkim wzgórza zamkowego. Najstarszą część miasta – zamek – wybudowano na wzniesieniu (396 m n.p.m.) opadającym stromo ku północy i zachodowi, a łagodnie w stronę miasta.
Według regionalizacji fizycznogeograficznej Polski miasto położone jest na Pogórzu Wałbrzyskim, stanowiącym część makroregionu Pogórza Zachodniosudeckiego.

### Historyczne
Pod względem historycznym miasto leży na Dolnym Śląsku, na terenie dawnego księstwa świdnickiego (świdnicko-jaworskiego).

### Geologia
Wzgórze Zamkowe jest zbudowane ze skał metamorficznych należących do metamorfiku kaczawskiego – zieleńców, łupków zieleńcowych, łupków chlorytowych i łupków serycytowych z soczewkami wapieni krystalicznych i diabazów. Na północny wschód od miasta znajduje się zapadlisko Wolbromka, a na południowy zachód – zapadlisko Wierzchosławic. Oba te zapadliska wypełniają górnokarbońskie szare zlepieńce, piaskowce i łupki, oraz dolnopermskie (czerwony spągowiec), przeważnie czerwone, piaskowce i zlepieńce. Ponadto w zapadlisku Wolbromka występują dolnopermskie porfiry (ryolity) oraz tufy porfirowe (ryolitowe).

## Nazwa
Nazwa miejscowości pochodzi od imienia Bolko, które jest staropolskim derywatem słowiańskiego imienia męskiego Bolesław, będącego imieniem dynastycznym w polskiej dynastii Piastów, oraz czeskiej Przemyślidów. Wywodzi się ona prawdopodobnie od imienia piastowskiego władcy Księstwa jaworskiego – Bolka I Surowego, który rozbudował istniejący tu zamek w Bolkowie. W historii miejscowość zapisywano pod różnymi nazwami. W 1195 roku – Hain, w 1276 – Bolesłaus in Hayn, w 1277 – Hayn, w 1295 – Bolkenhain, w 1874 po polsku Bolkowice. Niemiecki nauczyciel Heinrich Adamy swoim dziele o nazwach miejscowości na Śląsku wydanym w 1888 roku we Wrocławiu wymienia nazwę miasta zanotowaną w dokumencie z 1292 roku Polkenhayn podając jej znaczenie „Burg des Bolko I” – „Miasto Bolka I”. W roku 1613 śląski regionalista i historyk Mikołaj Henel z Prudnika wymienił miejscowość w swoim dziele o geografii Śląska pt. Silesiographia podając jej łacińską nazwę: Bulconis Fanum.
W 1750 roku nazwa „Bolkenhain” wymieniona jest przez Fryderyka II pośród innych miast śląskich w zarządzeniu urzędowym wydanym w języku polskim dla mieszkańców Śląska. Polską nazwę Bolkowice oraz niemiecką Bolkenhain w książce „Krótki rys jeografii Szląska dla nauki początkowej” wydanej w Głogówku w 1847 wymienił śląski pisarz Józef Lompa. W 1896 r. nazwa Bolków oraz Bolkenhain wymieniona jest przez śląskiego pisarza Konstantego Damrota.
Słownik geograficzny Królestwa Polskiego wydany na przeł. XIX i XX w. notuje nazwę miasta pod polskimi nazwami Bolkowice podając również wariant zapisany przez Józefa Łepkowskiego Bolesławice oraz niemiecką Bolkenhain. Obecną nazwę ustalono urzędowo w 1946.

## Historia

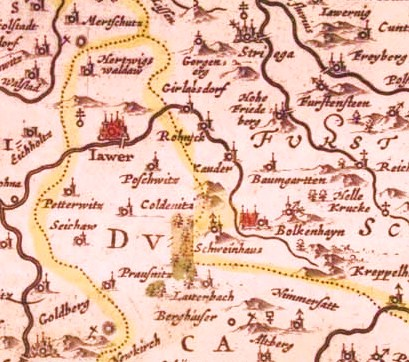
Bolków (Bolkenhain) jako miasto i zamek nad Nysą na mapie z 1645 roku.

### Średniowiecze
Już w XI w. w okolicach obecnego miasta leżał gród pograniczny Świny, wzmiankowany w źródłach w 1108. W XII wieku była to kasztelania polska z warownym zamkiem, później gruntownie przebudowanym (zachowane ruiny). W XIII wieku w odległości ok. dwóch kilometrów od kasztelu założono osadę targową, położoną na skrzyżowaniu ważnych starych szlaków handlowych. Po pewnym czasie ulokowano tam również nową kasztelanię. Miasto powstało w 1265 roku na skrzyżowaniu dróg handlowych z Wrocławia i Legnicy do Czech. W XIII i XIV wieku znajdowało się w księstwie jaworskim i świdnicko-jaworskim. Prawa miejskie otrzymało w 1276 roku. W tamtym czasie nosi nazwę Hain (pol. Gaj). W 1392 r. księstwo jaworskie zostało włączone do Korony Czeskiej. W 1384 roku miasto zmienia nazwą na Bolkenhenhain i stało się lennem nadawanym rycerskim rodom czeskim. Szybki rozwój miasta nastąpił pod panowaniem księcia Bernarda, m.in. wzniesiono wówczas kościół.

### Od XV do XIX wieku
Wojny husyckie powstrzymały dalszą rozbudowę miasta. W 1463 roku król czeski Jerzy z Podiebradów osadził w zamku rycerza Jana z Czarnej, który zasłynął w okolicy z rozbojów. Stało się to powodem zorganizowania przez mieszczan wrocławskich i świdnickich zbrojnej wyprawy na zamek w 1468 roku. Połączone siły mieszczan zdobyły zamek, a Jan z Czarnej został powieszony. Miasto wraz z zamkiem zostało oddane pod opiekę króla Macieja Korwina, którego popierali mieszczanie. Po wstąpieniu na tron Węgier Władysława Jagiellończyka w 1490 roku Bolków został odbity przez namiestnika królewskiego – księcia cieszyńskiego Kazimierza II z rąk zwolenników nieżyjącego już króla Macieja Korwina. Od 1526 miasto pozostawało pod panowaniem Habsburgów.
W 1508 Bolków otrzymał prawo wolnego wyboru rady miejskiej, prawo zorganizowania niższego sądownictwa oraz przywilej organizowania trzech jarmarków rocznie. XVI i XVII wieku były dla miasta tragiczne. W tym czasie nękają je epidemie, trzęsienia ziemi, powodzie oraz wojny (wojna trzydziestoletnia, najazd Szwedów w 1646). Tym nie mniej w 1608 r. miasto wykupiło od ówczesnego właściciela Bolkowa, którym był Ladislaus von Zedlitz, wyższe prawo sądownicze i otrzymało pełne prawa miasta królewskiego. Przełom XVII i XVIII wieku to czas odbudowy Bolkowa, który stał się ośrodkiem tkactwa lnianego. W 1742 r. w wyniku I. wojny śląskiej Bolków został zajęty przez Prusy.

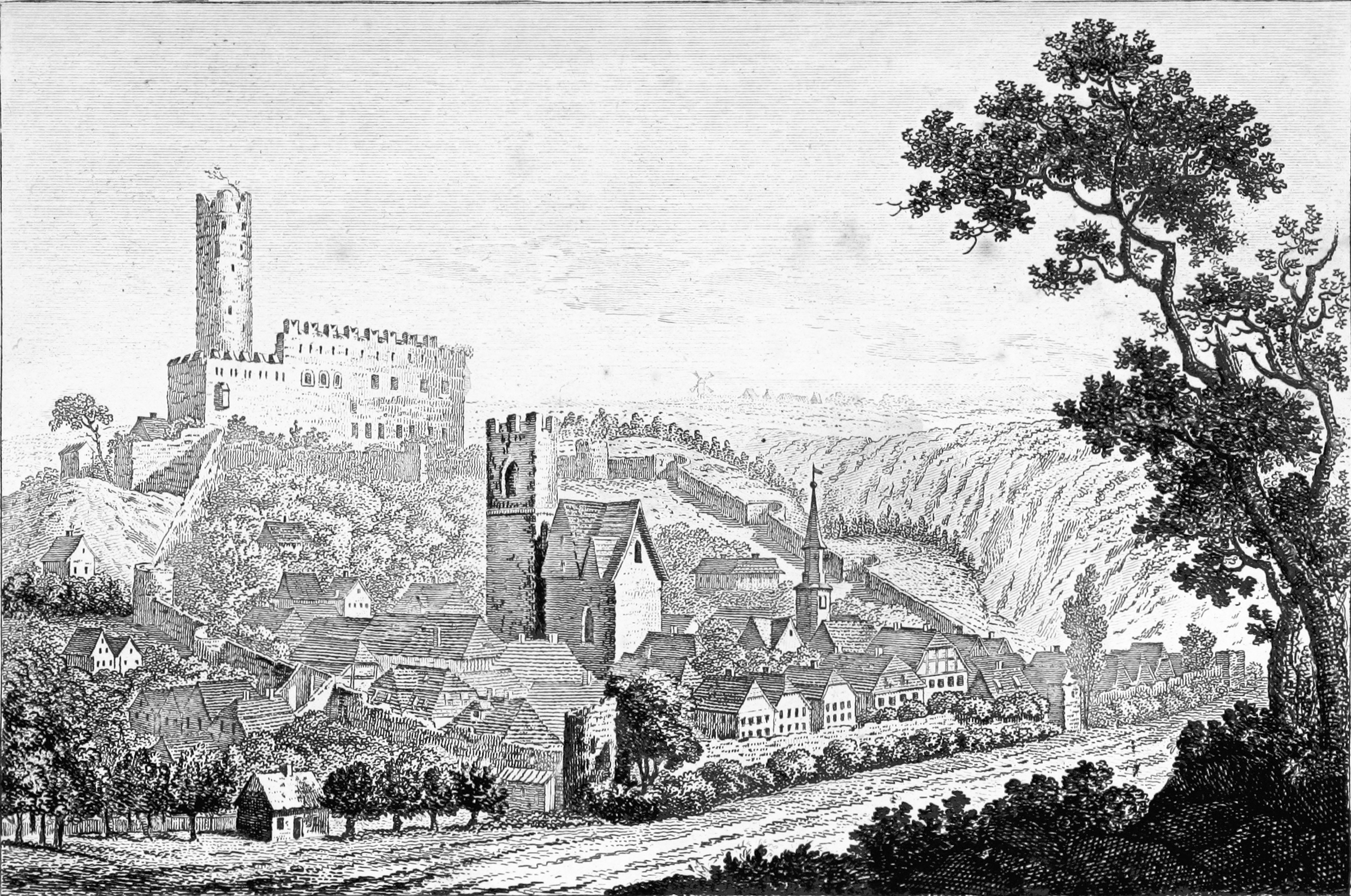
Bolków w 1815 r.

W 1810 roku król Prus upaństwawia wszystkie dobra zakonne. Od tego czasu zamek stał się własnością skarbu państwa. Do ponownego zubożenia miast przyczyniło się powstanie tkaczy w 1793 oraz wojny napoleońskie. W latach 1812–1823 dokonano częściowej rozbiórki fortyfikacji miejskich.
Do XIX wieku miasto było ośrodkiem handlowym, natomiast od połowy XIX wieku nastąpił w nim szybki rozwój przemysłu, zwłaszcza włókienniczego. Pierwszą tkalnię mechaniczną uruchomiono w 1858.
1 grudnia 1890 roku uruchomiono, drugą co do rangi, linię kolejową węzła strzegomskiego, wiodącą przez Roztokę (10 km linii) do Bolkowa (20 km linii). Po dziewięciu latach przedłużono ją do węzłowej stacji Marciszów (1 sierpnia 1899 r.). Tam następowało jej połączenie z linią Śląskiej Kolei Górskiej, a także z bocznymi liniami do: Lubawki przez Kamienną Górę z 1869 roku i Złotoryi z 1896. W czasach zaborów w niektórych okresach Bolków miał bezpośrednie połączenia kolejowe z wieloma miastami Polski np. z Krakowem.

### II wojna światowa
Podczas II wojny światowej, od sierpnia 1944 do lutego 1945 w miejscowości znajdowała się filia niemieckiego obozu koncentracyjnego Groß-Rosen stworzona dla obsługi fabryki wytwarzającej elementy samolotów. W obozie złożonym z pięciu baraków, w tym trzech mieszkalnych więziono 800 lub więcej Żydów, w większości węgierskich oraz polskich, z których zmarło lub zostało zamordowanych ok. 200. Po likwidacji tego obozu więźniowie trafili do Buchenwaldu.
W czasie zbliżania się Armii Czerwonej lokalna ludność zaczęła masowo uciekać. Miasto zostało zajęte przez wojska radzieckie, a następnie przekazane władzy polskiej, początkowo pod nazwą Bolkowiec. Po konferencji poczdamskiej dokonała ona wysiedlenia dotychczasowych mieszkańców miasta do Niemiec.

### Po 1945
W latach 1945–1947 doszło do odbudowy przemysłu. W 1957 roku rozpoczęto unowocześnienie i rozbudowę miasta.
W styczniu 1996 roku zamknięto dla ruchu pasażerskiego 35-kilometrową linię kolejową Strzegom – Bolków – Marciszów. Tym samym, po 105 latach, miasto straciło połączenie kolejowe z resztą kraju.

### Nazwy ulic Bolkowa wczoraj i dziś
| Współczesna nazwa polska ulic                                              | Nazwa niemiecka            |
| -------------------------------------------------------------------------- | -------------------------- |
| Józefa Bema, Księcia Bolka                                                 | Bolkostraße                |
| Demokratyczna, Farbiarska                                                  | Farberstraße               |
| Jagiellońska                                                               | Steigestraße               |
| Jaworska                                                                   | Jauerstraße                |
| Jeleniogórska                                                              | Uferstraße                 |
| Kamiennogórska, w latach 1945–1990 Bolesława Bieruta                       | Gartenstraße               |
| Kolejowa                                                                   | Bahnhofstraße              |
| Mikołaja Kopernika, Tadeusza Kościuszki                                    | Fedor Sommer Straße        |
| Józefa Kraszewskiego                                                       | Bergstraße                 |
| Lipowa, Ludowa, 1 Maja, Adama Mickiewicza, Młynarska                       | Mühlstraße                 |
| Niepodległości                                                             | Freiburgerstraße           |
| Wspólna, Marcelego Nowotki, Piastowska                                     | Wilhelmsweg                |
| Polna                                                                      | Feldstraße                 |
| Józefa Poniatowskiego, Poprzeczna                                          | Herbergstraße              |
| Republikańska                                                              | Chaussee nach Jauer        |
| Władysława Reymonta                                                        | Wuthestraße                |
| Robotnicza                                                                 | Weg nach Klein Waltersdorf |
| Rynek                                                                      | Ring                       |
| Henryka Sienkiewicza                                                       | Kramstastraße              |
| Juliusza Słowackiego                                                       | Georg Hartmann Straße      |
| Szpitalna                                                                  | Hospitalstraße             |
| Rycerska, Ścieżka, Karola Świerczewskiego                                  | Landeshuterstraße          |
| Świerkowa (w latach 1945–2005 Feliksa Dzierżyńskiego), Ludwika Waryńskiego | Schützenstraße             |
| Widokowa, Wiśniowa, Wolbromska, Wysokogórska                               | Hohenfriedebergerstraße    |
| Zamkowa                                                                    | Burgstraße                 |

## Demografia
Piramida wieku mieszkańców Bolkowa w 2014 roku.

## Zabytki

### Zabytki istniejące
Zabytki chronione prawnie w Bolkowie:
- zamek (80 z dn. 25.11.49), budowla obronna z XIII w. z charakterystycznym dziobem skierowanym w stronę dostępnego wjazdu, jest to jedyny przykład tego typu w Polsce[24][25]
- układ urbanistyczny starego miasta (362 z dn. 25.11.56), strefa zabytkowa w tym unikatowy pochyły, prostokątny rynek, otoczony kamienicami podcieniowymi z XVIII w. na jego zachodniej pierzei, pod wysokie podcienie prowadzą schody
- mury miejskie (1075 z dn. 27.02.64), do dziś pozostały tylko nieliczne fragmenty, wzniesione w połowie XIV w. zachowane w pobliżu ulicy Reymonta i na podwórzu probostwa, strona zachodnia posiada dwie baszty, północna – sześć[25]
- kościół parafialny pw. św. Jadwigi (76 z dn. 29.03.49), gotycka budowla, zbudowana zapewne około 1250 r.[25]
- plebania (155/A/03 z dn. 6.05.03)
- cmentarz komunalny (688/J z dn. 6.07.81)
- kapliczka z pietą, zlokalizowana na podzamczu. Zbudowana w barokowej formie z pietą w środku. Wpisana do rejestru zabytków (1376 z dn. 3.09.65). Pietà znajduje się za kutą kratą.
- ratusz (1377 z dn. 3.09.65), wzniesiony w XIV w, po spłonięciu w 1663 r. odbudowany w 1670 r. w 1827 r. przebudowano go według projektu Hedemana z Kamiennej Góry[25]
- kamienice z podcieniami – z XVII i XVIII w. (przebudowane w XIX w.) w tym: Rynek 2 (1379 z dn. 4.09.65), Rynek 3 (1380 z dn. 4.09.65), Rynek 4, 5, 6 (1381 z dn. 3.09.65), Rynek 21, 22 (2059 z dn. 6.06.72), Rynek 24 (2060 z dn. 6.06.72)
- dom mieszkalny z apteką przy ul. Rycerskiej (1261/J z dn. 13.05.96)
- dom mieszkalny przy ul. Farbiarskiej 9 (1378 z dn. 4.09.65)
- magazyn przy ul. Jaworska 10 (2058 z dn. 6.06.72)
- pałac, przy ul. Kopernika 1 (916/J z dn. 28.12.88)
- dom mieszkalny, ul. Robotnicza 6 (1000/J z dn. 19.12.89)

#### Inne obiekty
- anielska fontanna – granitowa fontanna z figurą chłopca czytającego Biblię taka sam figura znajduje się w mieście partnerskim Bolkowa – Borken
- kościół ewangelicki
- dwie wieże ciśnień – miejska, działająca do dziś w sąsiedztwie Zamku oraz ruina wieży kolejowej
- dworzec kolejowy z 1890 r. (funkcjonował do zamknięcia linii Strzegom-Bolków-Marciszów, przewozy pasażerskie zakończono w grudniu 1995 r.)
- młyn miejski
- źródło Jana

Wybrane zabytki miasta
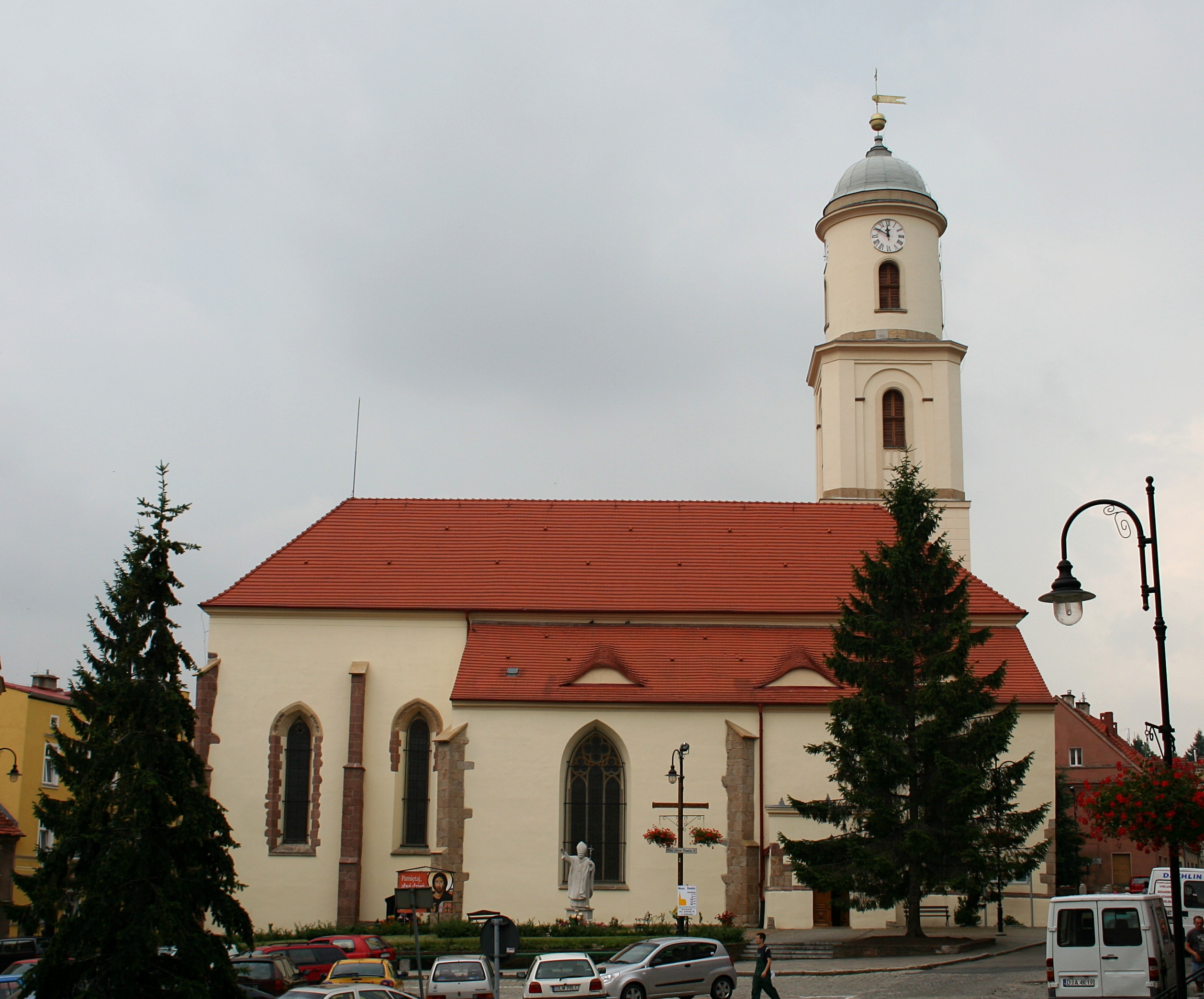
Kościół św. Jadwigi przy rynku miejskim
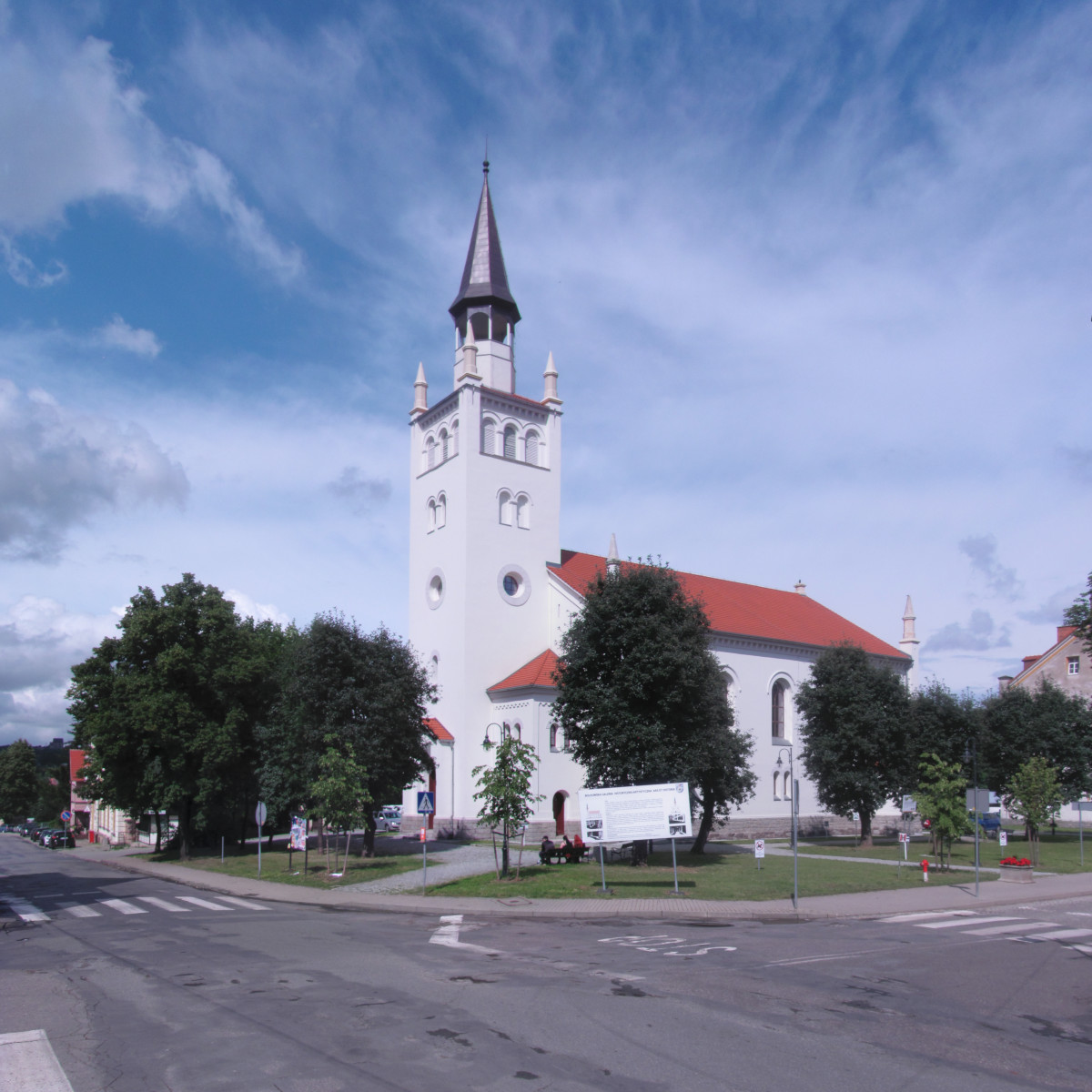
Kościół ewangelicki
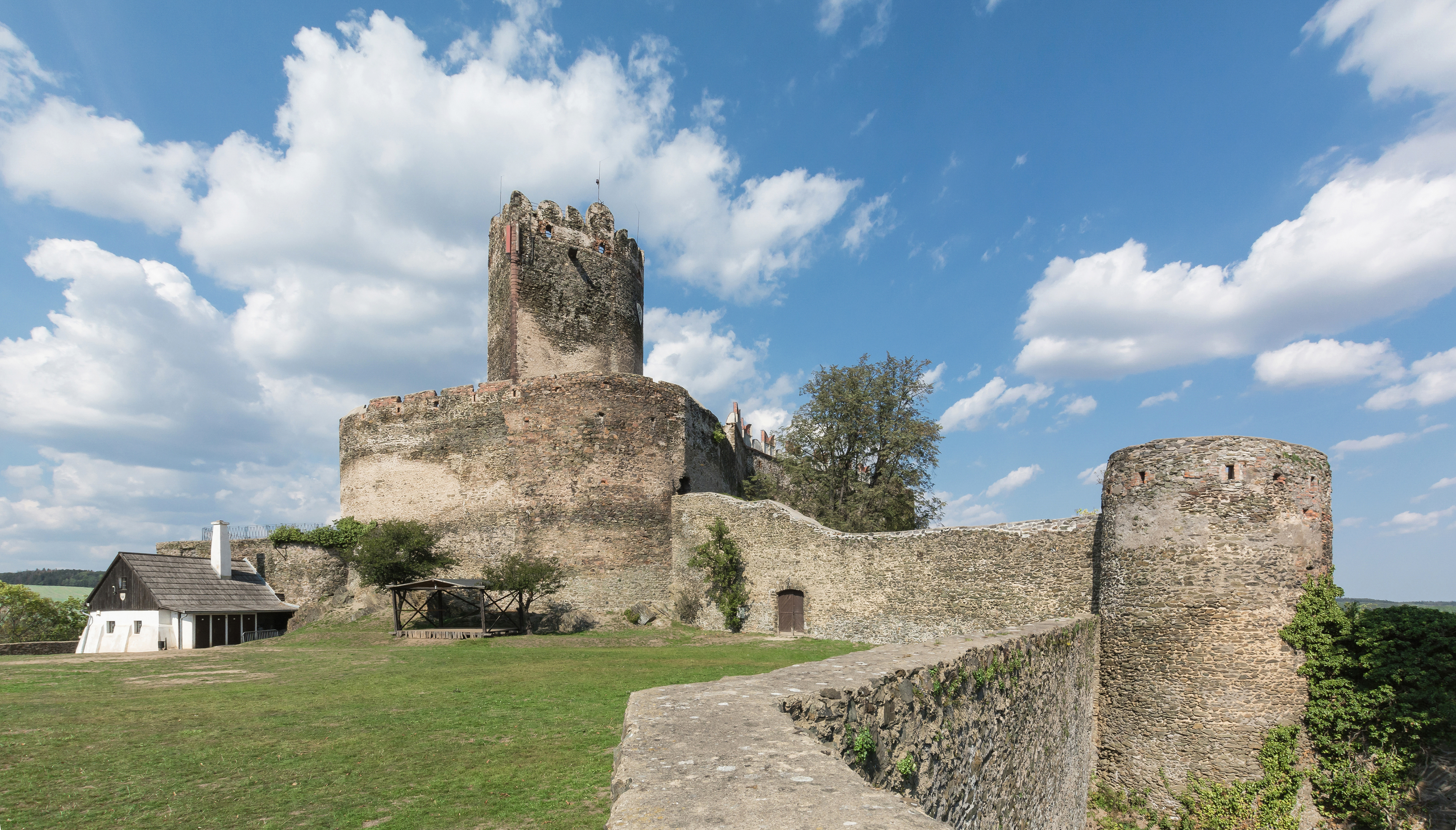
Zamek
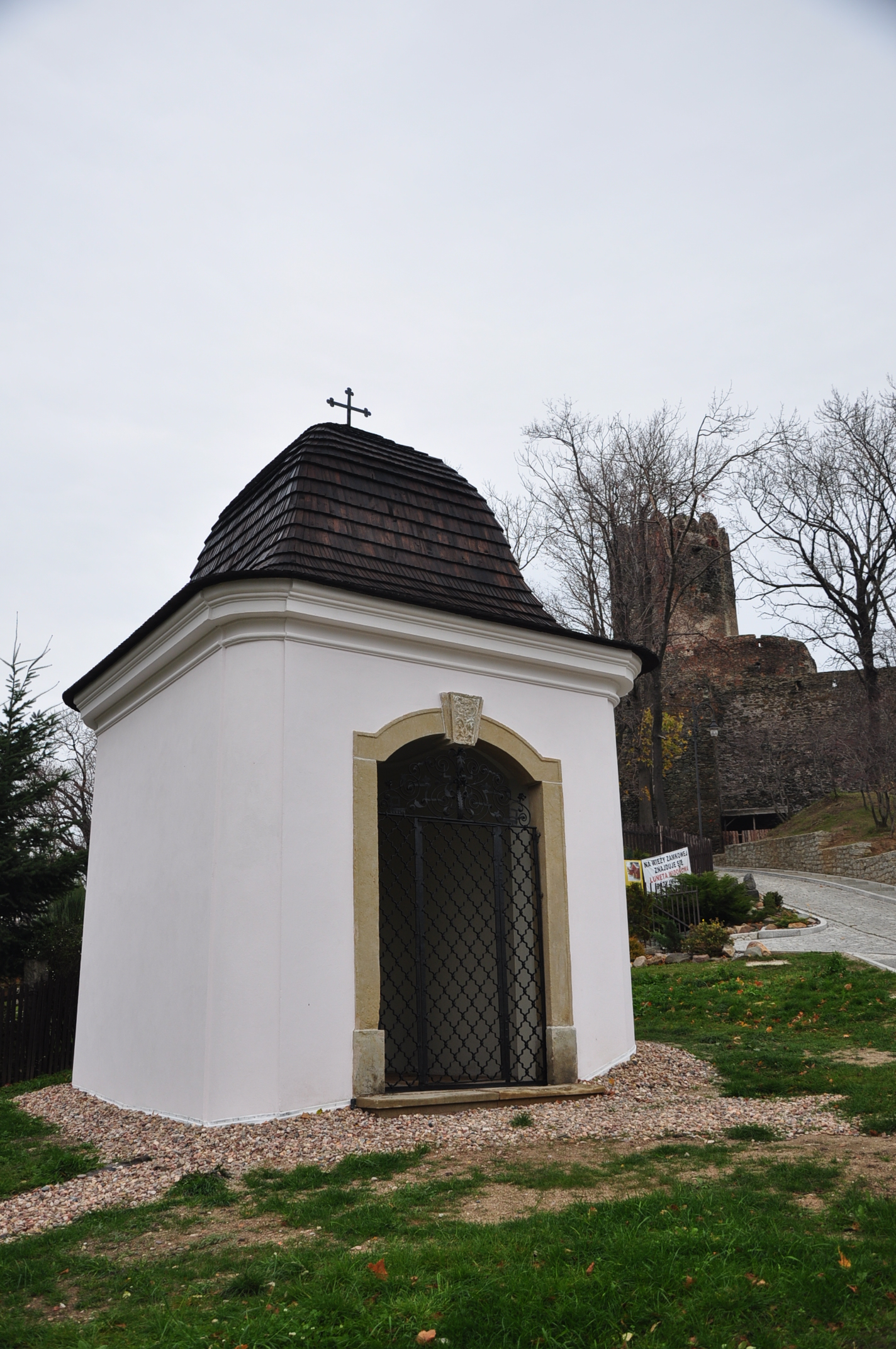
Kapliczka na przedzamczu
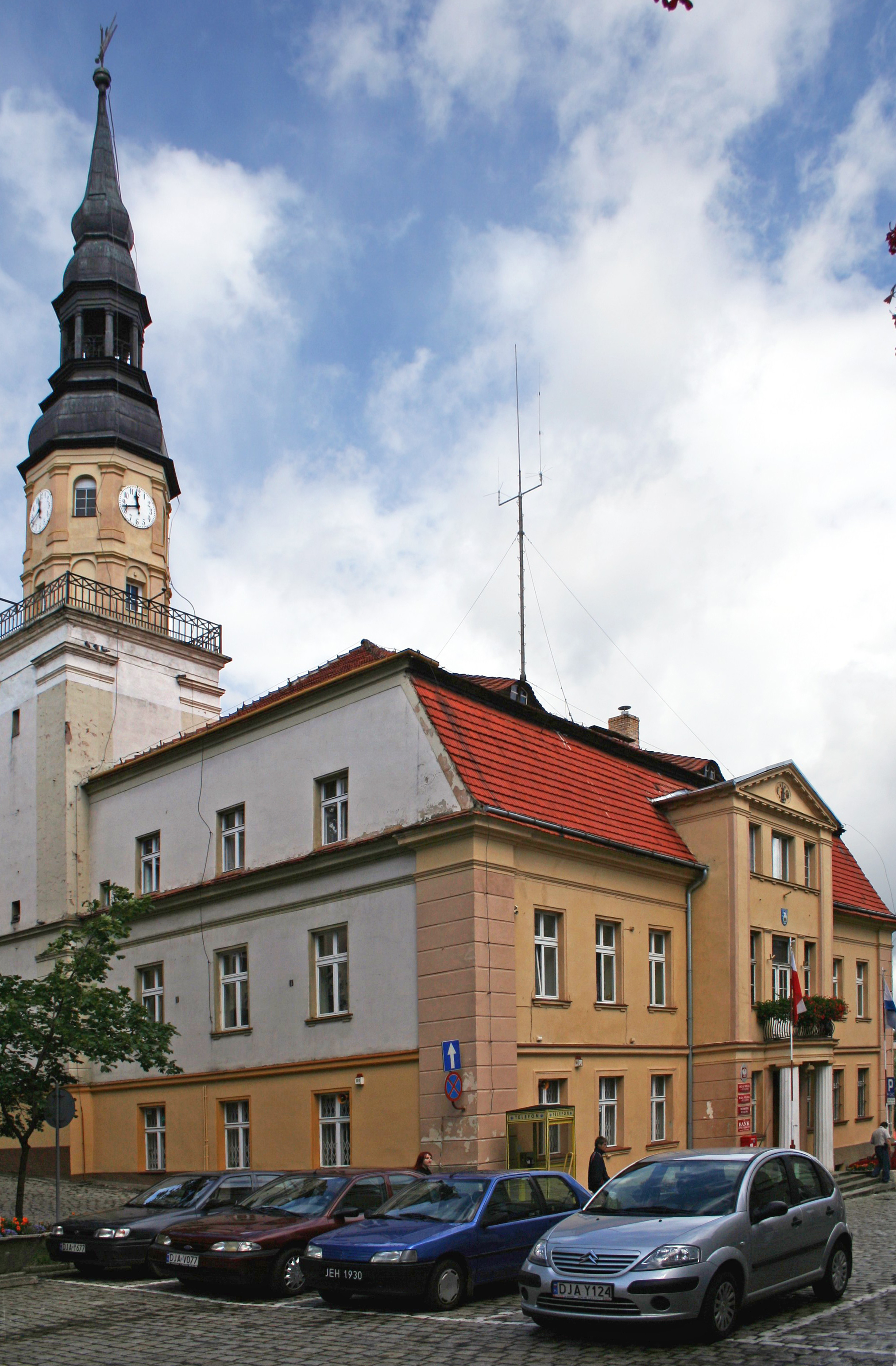
Ratusz miejski
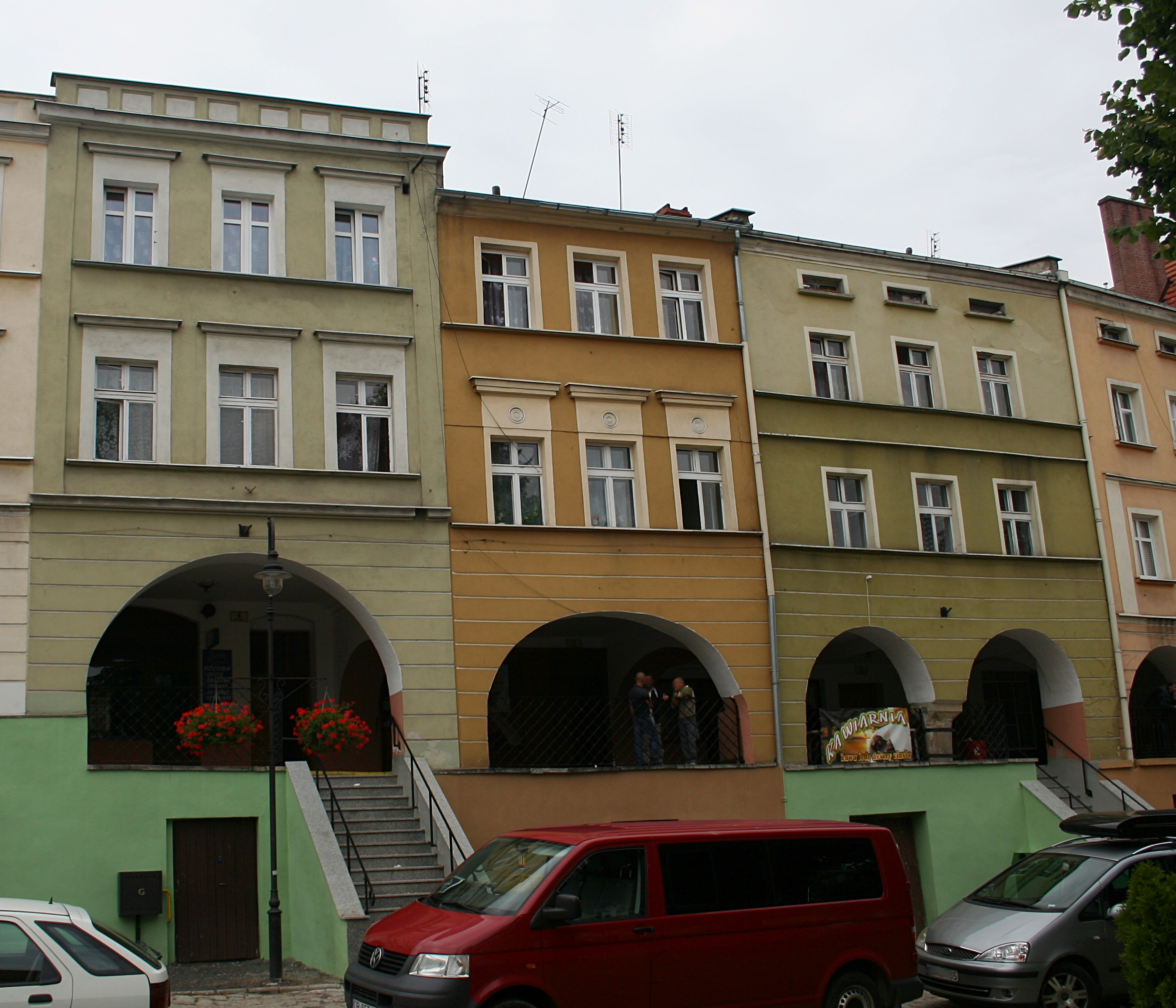
Zabytkowe kamienice z podcieniem
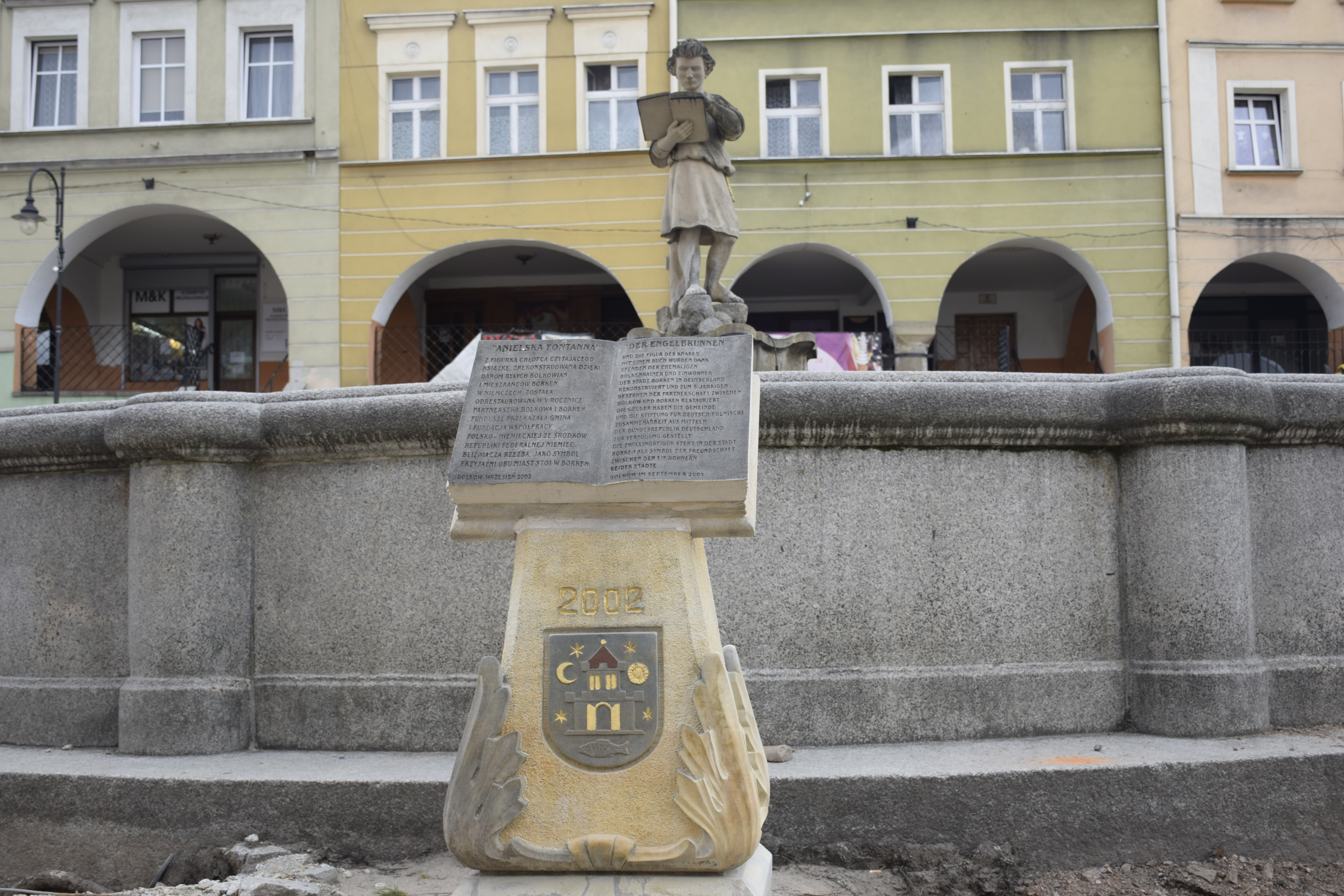
Anielska fontanna na rynku

### Zabytki nieistniejące
- ruiny obozu na Czerwonym Wzgórzu
- podziemne sztolnie na Górze Ryszarda[26][27]

## Pomniki i rzeźby

### Istniejące

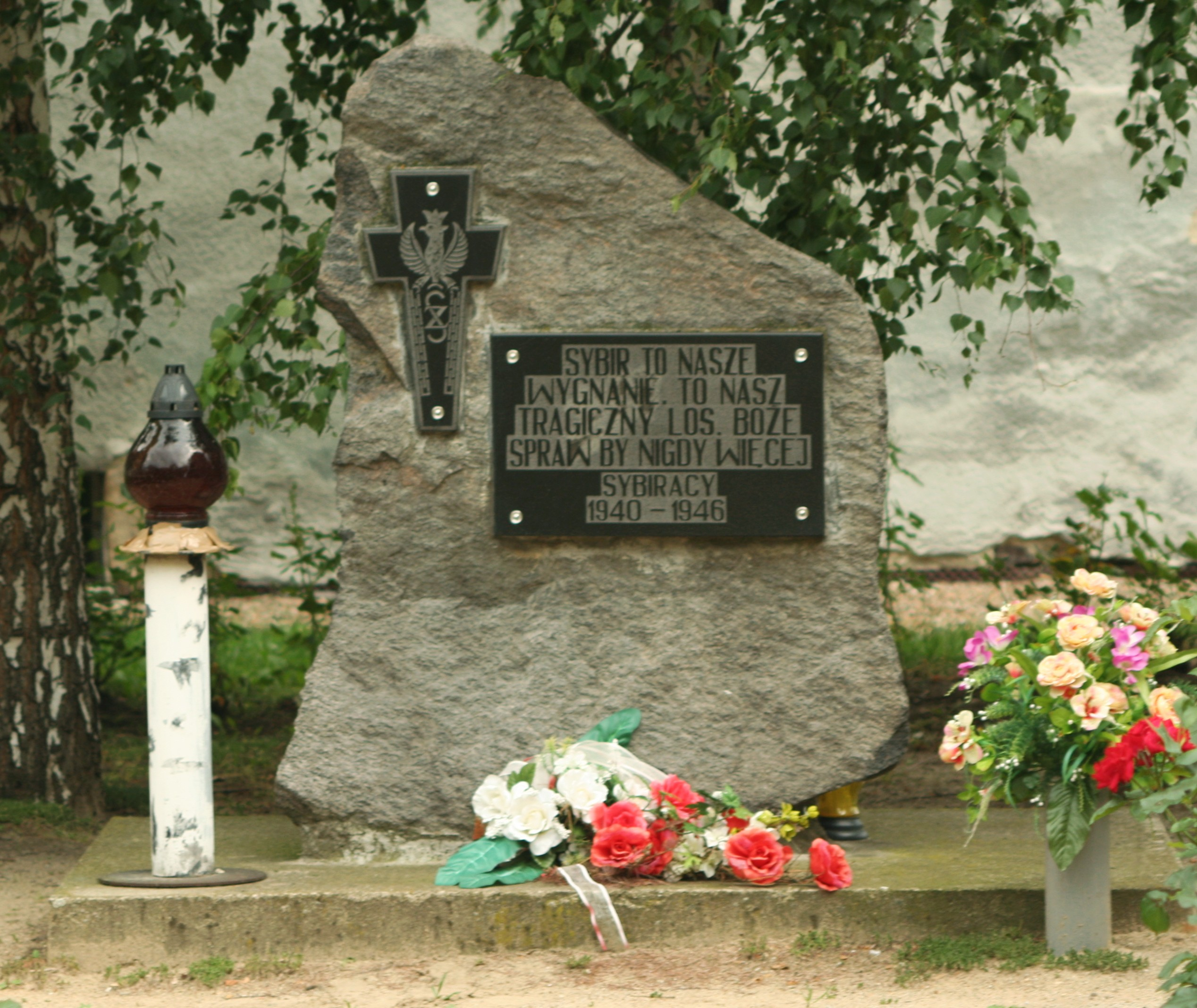
Pomnik sybiraków

- Obelisk ku czci żołnierzy radzieckich – znajduje się w dolnej części rynku, obecnie na tablicy obelisku widnieje napis: „Wieczna chwała bohaterom poległym za wolność narodów” (w 2020 po przebudowie Rynku przeniesiony na cmentarz komunalny, w miejscu gdzie się znajdował umieszczono tablicę informacyjną).
- Figura Jana Nepomucena z 1724 r.[28]
- Pomnik ofiar nazizmu – znajduje się na cmentarzu
- Pomnik ofiar obozu AL Bolkenhain
- Pomnik Jana Pawła II
- Pomnik sybiraków – usytuowany na placu Jana Pawła II, został odsłonięty 10 lutego 1993 r., powstał za sprawą Koła Związku Sybiraków w Bolkowie
- Pomnik upamiętniający Teichmanna – granitowa płyta znajdująca się w okolicach zamkowych murów w skale, odsłonięta została 24 lipca 1891 r. przy udziale mieszczan, powstała za sprawą Towarzystwa Karkonoskiego. Pierwotnie litery były pokryte złotą farbą, obecnie jest ona zniszczona.
- Pomnik poległych podczas I wojny światowej – znajduje się na bolkowskim cmentarzu, został postawiony w 1929 r. Pomnik przedstawia rzeźbiony w granicie miecz, po obu jego stronach znajdują się nazwiska zaginionych i poległych.

### Nieistniejące
- Pomnik ku czci żołnierzy poległych w wojnach drugiej połowy XIX w. – upamiętniał mieszkańców miasta, którzy zginęli podczas wojen z Danią, Austrią i Francją w latach 1886, 1866 i 1870-1871. Znajdował się w górnej części rynku, w sąsiedztwie fontanny, posiadał kwadratową podstawę. W 1945 r. pomnik rozebrano. Obecnie ciągle stoją lampy które go otaczały.
- Pomnik Friedricha Ludwiga Jahna – znajdował się przy ulicy Szpitalnej w pobliżu obecnego Domu Kultury. Do dzisiaj została po nim tylko część kamiennego podestu wystająca z ziemi na niewielką wysokość. Został postawiony w 1911 r. przez Męskie Towarzystwo Gimnastyczne w dniu 50. rocznicy jego powstania, wykonany przez bolkowskiego rzeźbiarza Wagenknechta.

## Szlaki turystyczne
Trasy turystyczne:
- Szlakiem Zamków
- Szlaki spacerowe na Wzgórzu Ryszarda

## Legendy

### Upiór z Bolkowa
Zimą 1601 r. zamek był pod panowaniem Władysława Czetrycza. W tym czasie mieszkańcy Bolkowa zaczęli opowiadać o upiorze. Bestia ta miała w zwyczaju wdzierać się w nocy do domów i dusić oraz wypijać krew. Zazwyczaj atakowała dziewczęta, mimo to żadna z jego ofiar nie umarła. Zrozpaczeni mieszkańcy udali się do pana zamku i poprosili go o pomoc. Po wysłuchaniu wszystkich ofiar Władysław zawiadomił o sprawie dwór w Wiedniu. W kwietniu 1602 r. do miasta przyjechał posłaniec, który zabrał akta sprawy. W maju przybyła cesarska komisja, która miała sprawę zbadać i rozwiązać. Aż w końcu, pewnej nocy, zobaczyli upiora duszącego dziewczynę. Z dalszych wywiadów dowiedzieli się, że w ubiegłym roku, przy zamkowym murze mieszkała kobieta zajmująca się czarami. Informacja ta doprowadziła do wydania pośmiertnego wyroku, rozkopania grobu i spalenia jego zawartości. Od tamtej pory w mieście nie widziano zjawy.

### Bursztynowa Komnata
Stanisław Jan Stulin w swojej książce Gdzie ukryto Bursztynową Komnatę podaje, że na bolkowskim zamku ukryto Bursztynową Komnatę. Uważa, że przywieziono ją w biały dzień z Królewca, oraz nie ukrywano przed wszystkimi na bolkowskim rynku (dwie skrzynie miały być uszkodzone), gdy ciężarówki czekały na wjazd na zamek. Stulin twierdzi, że na zamku istniały podziemne wnętrza, gdzie ukryto skarb. Żadne pisane materiały źródłowe nie potwierdzają tej wersji.

## Transport

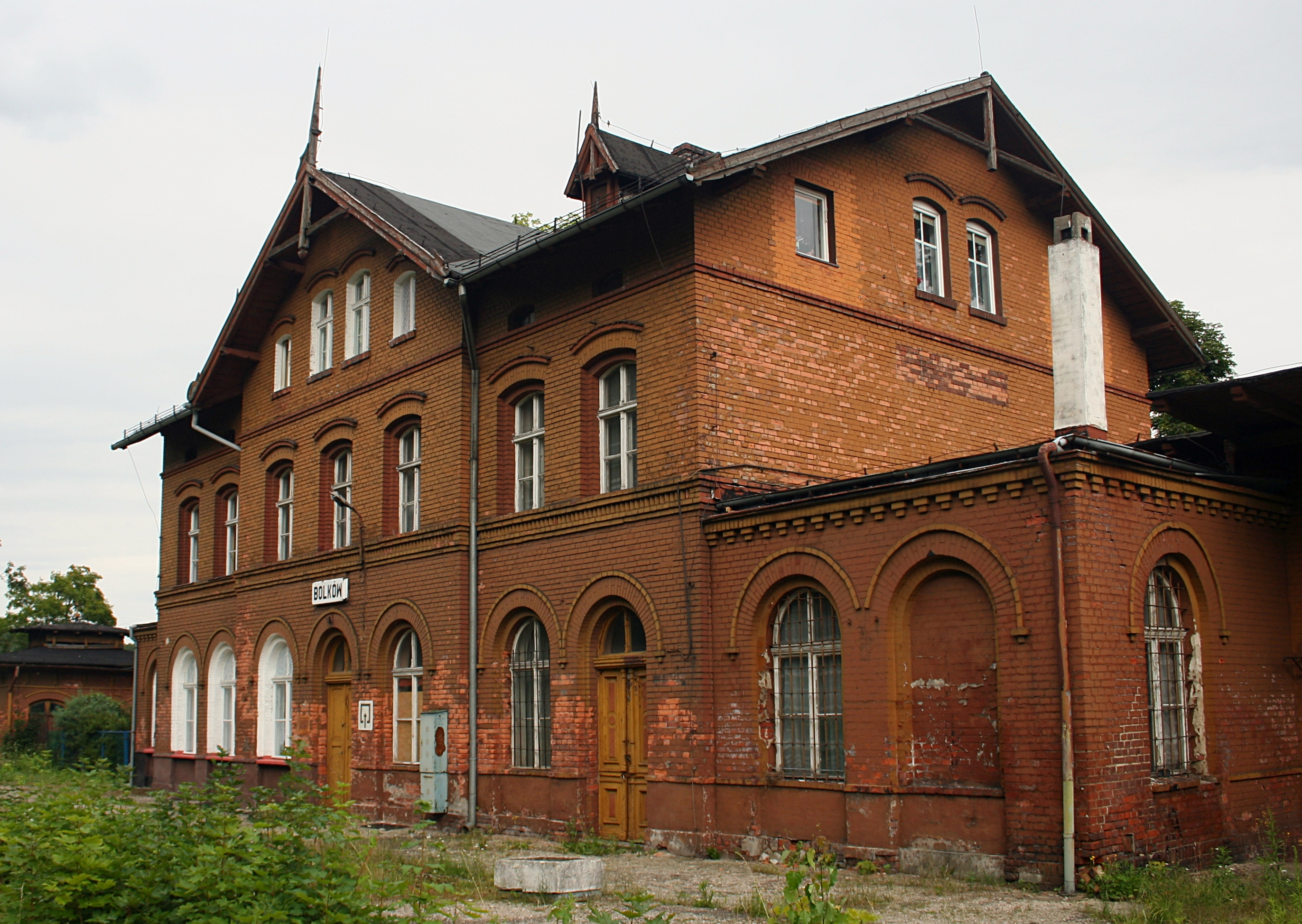
Stacja kolejowa Bolków

Początki kolei żelaznych w Bolkowie sięgają schyłku XIX wieku. 1 grudnia 1890 r. uruchomiono 20 km, jednotorową linię kolejową Strzegom – Bolków. Po 105 latach eksploatacji, w grudniu 1995 r. zawieszono na niej przewozy pasażerskie. Do 2005 r. odbywały się  sporadyczne przewozy towarowe na trasie Bolków – Strzegom, od tego czasu nieczynna.
Na terenie miasta znajduje się przystanek PKS, firmy przewozowe zapewniają połączenia z miastami takimi jak: Jawor, Kamienna Góra, Jelenia Góra, Legnica, Wrocław, Warszawa.
Miasto od południa omija droga krajowa nr 3 oraz droga krajowa nr 5.
Przez centrum miasta przebiegają trzy drogi wojewódzkie:
- nr 320
- nr 327
- nr 363

## Oświata
- Szkoła Podstawowa im. 2 Armii Wojska Polskiego
- Dawne gimnazjum im. Rycerstwa Polskiego
- Zespół Szkół i Placówek im. Wincentego Witosa

## Kultura
Instytucje kultury:
- Biblioteka Publiczna Gminy i Miasta Bolków
- Gminno-Miejski Ośrodek Kultury, Sportu i Rekreacji w Bolkowie (zarządza m.in. Ośrodkiem Wypoczynku Świątecznego, pływalnia i amfiteatr oraz domem kultury)
- Bolkowska Galeria Historyczno-Artystyczna ARS ET HISTORIA otwarta 17 stycznia 2020 roku w dawnym kościele ewangelickim. Wcześniej mieściła się w nim sala gimnastyczna Zespołu Szkół Agrobiznesu w Bolkowie[31][32].

Cykliczne imprezy (coroczne):

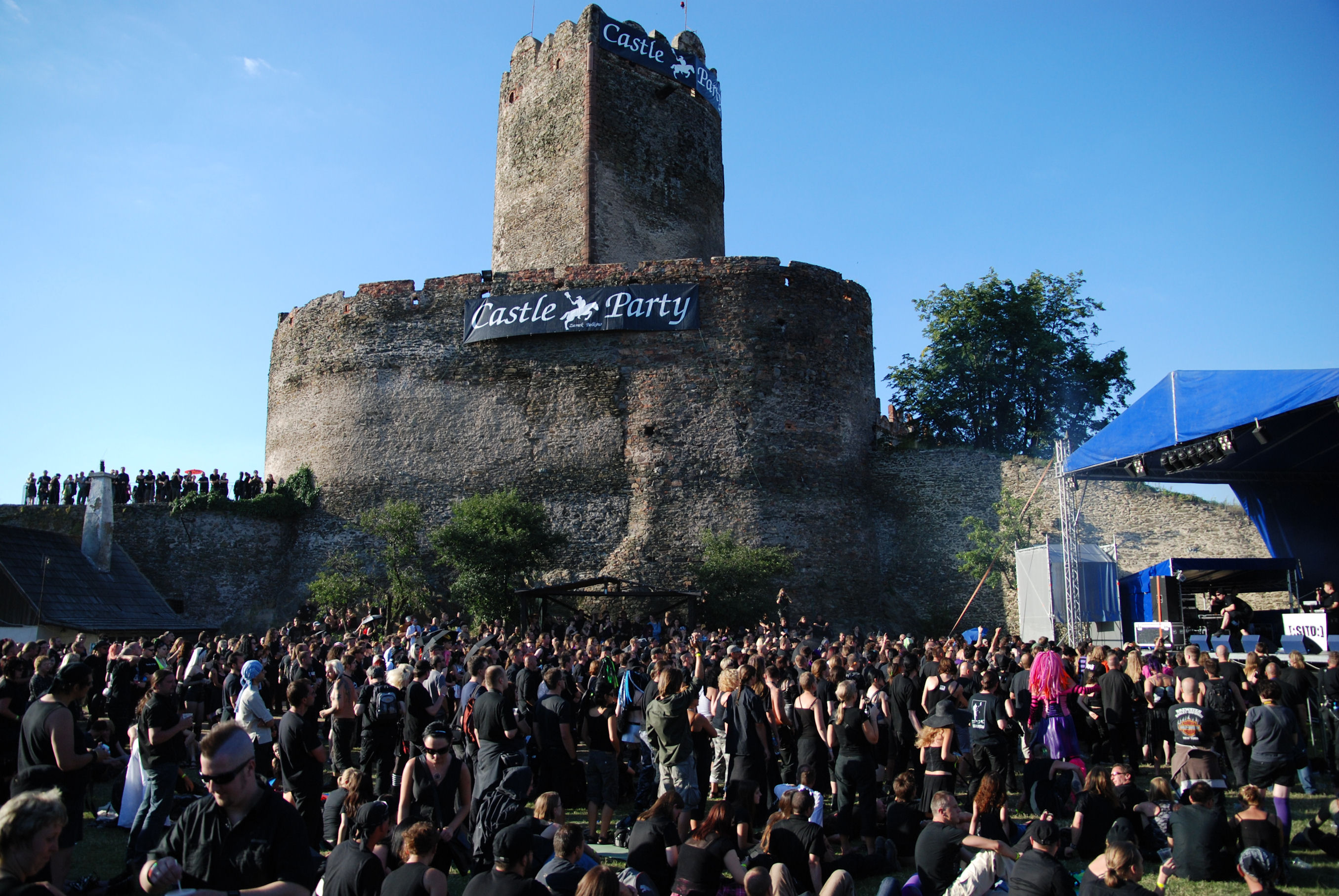
Castle Party

- Wyścig Kolarski Bałtyk-Karkonosze Tour (meta i start etapu)
- Castle Party
- Dni Bolkowa
- Diecezjalny Festiwal Kolęd i Pastorałek
- Kryterium Kolarskie o Puchar Burmistrza Bolkowa

Inne imprezy:
- Dni Średniowiecznej Kultury Śląsko Łużyckiej
- Siedemnastowieczny Piknik Rycerski
- Średniowieczne Spotkania Rycerski
- Świętojańskie Spotkania Rycerskie.
- Turniej Dziennikarzy we władaniu średniowieczną bronią wszelaką
- Wielki Turniej Rycerski

## Wspólnoty wyznaniowe

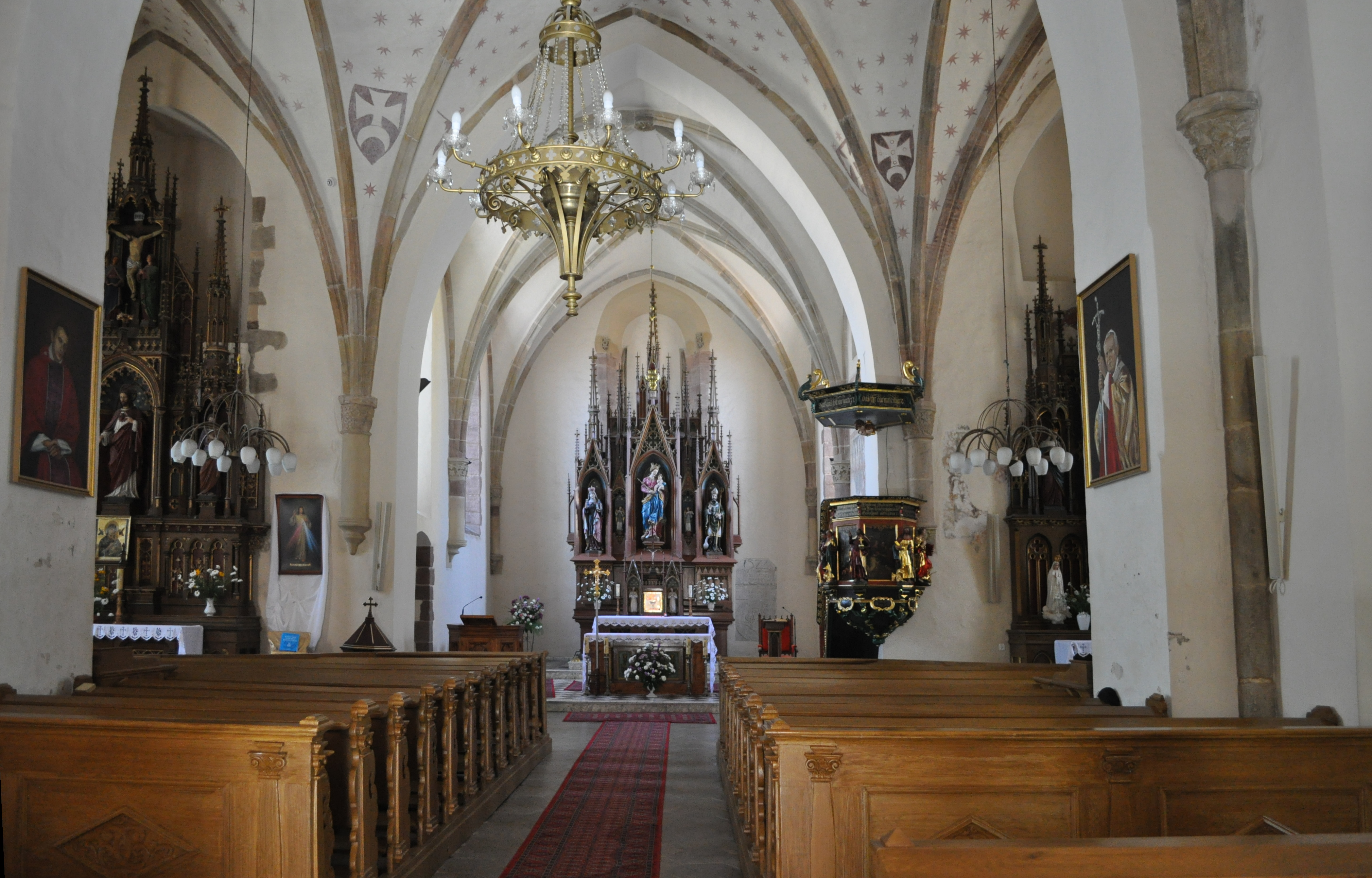
Wnętrze kościoła św. Jadwigi

Na terenie Bolkowa działalność religijną prowadzą:
- Kościół rzymskokatolicki:
  - parafia św. Jadwigi
- Świadkowie Jehowy:
  - zbór Bolków (Sala Królestwa ul. Henryka Sienkiewicza 51)[33].

## Sport
Obiekty sportowe:

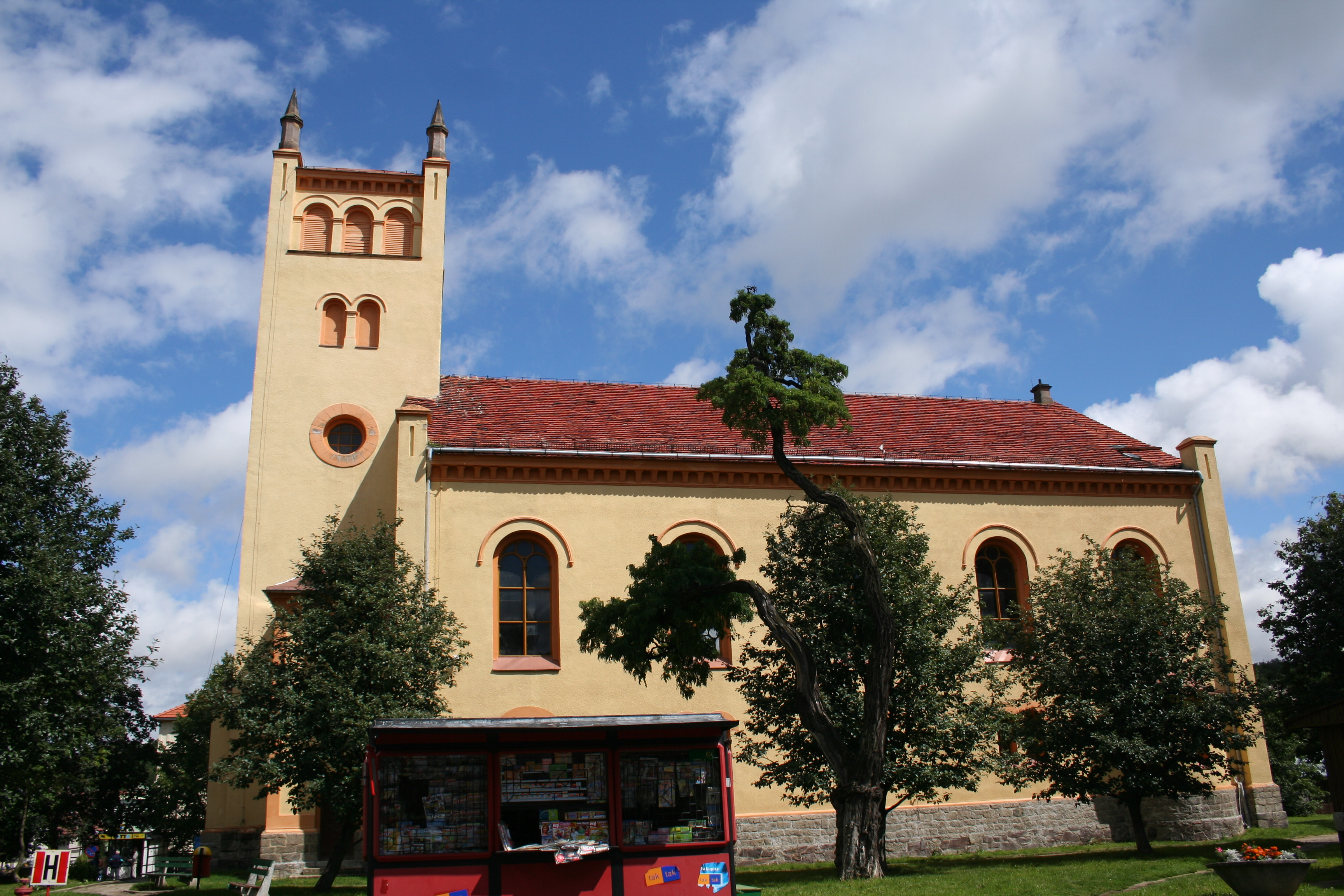
Sala gimnastyczna przy Zespole Szkół Agrobiznesu

- Kompleks boisk sportowych przy Zespole Szkół Agrobiznesu w Bolkowie (oficjalne otwarcie odbyło się 27 września 2010 r.)
- Asfaltowe boisko, ulokowane przy ul. 1 Maja (mini-boisko do koszykówki, piłki nożnej i tenisa)
- Sala gimnastyczna przy Gimnazjum (oficjalnie została otwarta 9 listopada 2007 r.)
- Sala gimnastyczna przy Szkole Podstawowej
- Miejski Stadion (pod zarządem Miejsko-Gminnego Ludowego Klubu Sportowego „Piast” Bolków)
- Pływalnia otwarta (czynna w okresie letnim)
- Skatepark przy ul. 1 Maja

Kluby sportowe:
- Miejsko-Gminny Ludowy Klub Sportowy „Piast” Bolków

## Honorowi Obywatele
- Hans-Jochen Meier – rektor w stanie spoczynku, były mieszkaniec Bolkowa, przewodniczący Związku Byłych Bolkowian w Niemczech. Wyróżniony został za wkład w kształtowanie kontaktów z miastem partnerskim Borken, popularyzację wiedzy o gminie, pomoc w przekazaniu dla OSP Bolków samochodu ratowniczo-gaśniczego, inicjowanie wspólnych imprez kulturalnych i edukacyjnych oraz działalność publicystyczną.
- Jacob Zwiers – pracownik Urzędu Miejskiego w Heerde w Holandii; nadając tytuł wśród zasług wymieniono m.in. przekazanie karetki pogotowia dla SP ZOZ, przekazanie Domowi Pomocy Społecznej w Bolkowie samochodu do przewozu podopiecznych, przekazanie środków przeznaczonych na zakup busa do przewozu bolkowskich uczniów oraz środków na remont internatu Zespołu Szkół Agrobiznesu i SP ZOZ, przekazanie jednostce OSP wozu gaśniczego i innego sprzętu strażackiego.
- Heinrich Windelen – urodzony w Bolkowie niemiecki polityk, minister w rządzie Kurta Kiesingera i Helmuta Kohla, wiceprzewodniczący Bundestagu, przewodniczący Fundacji Współpracy Polsko-Niemieckiej[34]
- Jerzy Szmajdziński – wyróżnienie za skuteczne wspieranie zabiegów Urzędu Miasta o pozyskiwanie z instytucji rządowych i pozarządowych środków na inwestycje, przekazanie dla OSP w Bolkowie terenowego samochodu ratowniczo-gaśniczego, pomoc finansową w zakupie nowego samochodu ratowniczo-gaśniczego ratownictwa technicznego i ekologicznego, udzielenie placówkom oświatowym i opiekuńczym w gminie Bolków pomocy socjalnej oraz przekazanie im komputerów i materiałów edukacyjnych.
- Ryszard Matuszak – proboszcz w Bolkowie (od 1995 r.)[35].
- Stanisław Sierakowski – proboszcz w należącym do gminy Bolków Kaczorowie (od 1993)[36].
- Krzysztof Rakowski – twórca odbywającego się w Bolkowie festiwalu rocka gotyckiego Castle Party[37].

Honorowi obywatele w przeszłości
- Adolf Hitler – 10 maja 1933 roku wystosował do rady miejskiej pismo z podziękowaniami za nadanie honorowego obywatelstwa
- Paul von Hindenburg

## Miasta partnerskie[38]
- Borken w Niemczech (od 27 września 1997 r.)
- Doksy w Czechach (od 19 sierpnia 2006 r.)
- Mużaków w Niemczech (od 20 października 2006 r.)
- Heerde w Holandii (od 31 grudnia 2013 r.)